# 脂肪組織

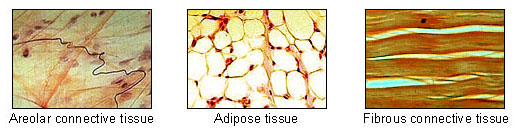
脂肪組織（中間）是一種結締組織。

脂肪組織（Adipose tissue）在人體組織學上屬於人體內一種鬆散的結締組織，由脂肪細胞（一種細胞質內含有脂肪滴的細胞）組成，用來儲存脂肪。
脂肪組織的主要功用是以「脂肪」的形式儲存能量，但亦可為身體作緩衝撞擊及保存熱量的功用。肥胖症或超重的人和動物在肌肉組成方面相差無幾，主要的體重差異來自於脂肪組織過多。分布在人體皮下組織（皮下脂肪），大網膜、腸繫膜和腎臟周圍（內臟脂肪），血管壁等處。體內脂肪的含量常隨營養狀況、能量消耗等因素而變動。

## 分類
可分為單房性脂肪組織和多房性脂肪組織兩大類：

三种不同类型脂肪细胞的形态

- 單房性脂肪組織：又名白色脂肪組織（White Adipose Tissue，WAT），是一種存有大型脂肪滴的細胞。在這種細胞內，細胞核和胞器都被細胞內的脂肪滴壓迫到細胞的邊緣，是一種貯藏型的細胞；
- 多房性脂肪組織：又名棕色脂肪組織（Brown Adipose Tissue，BAT），是一種主要儲存中、小型脂肪滴的細胞，有發達的胞器，主要存在於頭、頸部位，是一種代謝型的細胞。

## 生理學
脂肪組織亦是身體的重要內分泌系統器官，為身體製造激素，例如：瘦素（leptin）、抵抗素（resistin），以及屬於細胞激素的腫瘤壞死因子-α（TNF-α）等。在肥胖状态下，脂肪组织会持续释放促炎性标志物——脂肪因子，这些物质正是导致代谢综合征（包含2型糖尿病、心血管疾病和动脉粥样硬化等一系列疾病）发生的关键因素。
脂肪組織的形成由脂肪基因（adipose gene）所控制。一般會冬眠的動物，體內的脂肪細胞以多房性脂肪組織為主體，是冬眠腺的主要組成部份。

## 外部連結
- 脂肪 ( Adipose Tissue ) （页面存档备份，存于）